# Bainville-aux-Saules
Bainville-aux-Saules è un comune francese di 160 abitanti situato nel dipartimento dei Vosgi nella regione del Grand Est.

## Geografia fisica
È attraversato dal fiume Madon.

## Società

### Evoluzione demografica
Abitanti censiti